# Сисей, Йеспер
Йеспер Исмаила Сисей (швед. Jesper Ismaila Ceesay; род. 20 октября 2001, Сольна, Стокгольм) — шведский и гамбийский футболист, защитник клуба «Норрчёпинг».

## Клубная карьера
Футболом начал заниматься в «Хессельбю» в пятилетнем возрасте. Спустя год в 2009 году перешёл в структуру «Броммапойкарны». В её составе прошёл весь путь от юношеской академии до основной команды. В марте 2020 года подписал с клубом первый профессиональный контракт. Первую игру за основную команду провёл 1 марта в матче группового этапа кубка страны с «Хаммарбю». За два сезона провёл за клуб 54 встречи в первом дивизионе.
В декабре 2021 года перешёл в АИК, подписав с клубом четырёхлетний контракт. В его составе 2 апреля 2022 года дебютировал в чемпионате Швеции в игре первого тура с «Хеккеном». Сисей появился на поле в середине второго тайма вместо Закари Эльбузеди.

## Личная жизнь
Старший брат, Джозеф, также является профессиональным футболистом.

## Клубная статистика
| Выступление      | Выступление      | Выступление      | Лига | Лига | Кубки | Кубки | Конт. кубки | Конт. кубки | Разное | Разное | Итого | Итого |
| Клуб             | Лига             | Сезон            | Игры | Голы | Игры  | Голы  | Игры        | Голы        | Игры   | Голы   | Игры  | Голы  |
| ---------------- | ---------------- | ---------------- | ---- | ---- | ----- | ----- | ----------- | ----------- | ------ | ------ | ----- | ----- |
| Броммапойкарна   | Дивизион 1       | 2020             | 27   | 0    | 2     | 0     | 0           | 0           | 2      | 0      | 31    | 0     |
| Броммапойкарна   | Дивизион 1       | 2021             | 27   | 0    | 2     | 0     | 0           | 0           | 0      | 0      | 29    | 0     |
| Броммапойкарна   | Итого            | Итого            | 54   | 0    | 4     | 0     | 0           | 0           | 2      | 0      | 60    | 0     |
| АИК              | Алльсвенскан     | 2022             | 1    | 0    | 3     | 0     | 0           | 0           | 0      | 0      | 4     | 0     |
| АИК              | Итого            | Итого            | 1    | 0    | 3     | 0     | 0           | 0           | 0      | 0      | 4     | 0     |
| Всего за карьеру | Всего за карьеру | Всего за карьеру | 55   | 0    | 3     | 0     | 0           | 0           | 2      | 0      | 60    | 0     |